# أمين الهنيدي
أمين الهنيدي (1 أكتوبر 1925 - 3 يوليو 1986)، ممثل مصري يعتبر من أشهر ممثلي الكوميديا المصريين.

## حياته الفنية
التحق بمدرسة شبرا الثانوية وانضم إلى فرقة التمثيل بالمدرسة التحق بكلية الآداب واشترك في فريق التمثيل بالكلية لكنه ترك كلية الآداب والتحق بكلية الحقوق ثم قرر الالتحاق بالمعهد العالي للتربية الرياضية وتخرج فيه في عام 1949 وعيّن مدرسا للتربية الرياضية.
وفي العام 1939 انضم أمين الهنيدي إلى فرقة نجيب الريحاني ومثل مسرحية واحدة وفي عام 1954 سافر إلى السودان وهناك التقى بالفنان محمد أحمد المصري الشهير ب أبو لمعة وكوّنا معا فرقة مسرحية بالنادي المصري بالخرطوم
بدايتة الحقيقية بعد عودته إلى القاهرة ولقائه بالفنان عبد المنعم مدبولي والمؤلف يوسف عوف فاشتركوا معا في برنامج إذاعي شهير (ساعة لقلبك). ثم التحق بعد ذلك بفرقة تحية كاريوكا ثم مسرح التليفزيون ولة أكثر من 40 فيلم. والعديد من المسرحيات.

## أعماله

### الأفلام
- 1959: حماتي ملاك
- 1961: الأزواج والصيف
- 1962: للنساء فقط
- 1963: منتهى الفرح
- 1963: زوجة ليوم واحد
- 1964: زوجة من باريس
- 1965: جدعان حارتنا
- 1965: 6 بنات وعريس
- 1966: سيد درويش
- 1966: حارة السقايين
- 1967: غرام في الكرنك
- 1967: غازية من سنباط
- 1967: شنطة حمزة
- 1967: شباب مجنون جدا
- 1968: شهر عسل بدون إزعاج
- 1968: أشجع رجل في العالم
- 1968: 7 أيام في الجنة
- 1969: نشال رغم أنفه
- 1969: أنا ومراتي والجو
- 1970: واحد في المليون
- 1970: الكدابين الثلاثة
- 1971: الظريف والشهم والطماع
- 1975:  احترسي من الرجال يا ماما
- 1981: طائر على الطريق
- 1981: القرش
- 1981: 4-2-4
- 1983: رحلة عيون
- 1984: صديقي الوفي
- 1984: إحنا بتوع الإسعاف
- 1986: ممنوع في مدرسة البنات
- 1986: الحدق يفهم
- 1986: القطار

### المسلسلات
- 1978: لعبة التفكير
- 1979: زيارة ودية
- 1980: للزمن بقية
- 1982: عفراء البادية
- 1983: غلطة قلم
- 1984: السندباد
- 1985: وأدرك شهريار الصباح
- 1985: محمد رسول الله (ج5)

### المسرحيات
- 1963: أصل وصورة
- 1964: لوكاندة الفردوس
- 1965: حلمك يا سي علام
- 1966: جوزين وفرد
- 1970: غراميات عفيفي
- 1970: عبود عبده عبود
- 1973: أجمل لقاء في العالم
- 1974: لوليتا
- 1975: يا عالم نفسي أتسجن
- 1977: 20 فرخة وديك
- 1981: الدنيا مقلوبة
- 1983: العريس وأنا
- 1984: أسبوع عسل
- 1985: عائلة سعيدة جدا

### المسلسلات الإذاعية
- 1957: ساعة لقلبك
- مخيمر الثالث عشر
- نفسي يا بابا تجوزني

## وفاته
توفي الفنان القدير أمين الهنيدي في يوم الخميس 3 يوليو 1986 عن عمر ناهز ال60 بعد ساعات من انتهائه تصوير فيلمه الأخير القطار بعد صراع طويل مع سرطان المعدة وتم دفع نفقة علاجه من قبل أسرته كنفقة استلامه كجثة; إذ لم يكن لدى أسرته قبل وفاته ما يكفيهم من مال لنفقة العلاج. وتم عرض الفيلم في شهر ديسمبر من نفس العام.

## روابط خارجية
- أمين الهنيدي على موقع IMDb (الإنجليزية)
- أمين الهنيدي على موقع الدهليز
- أمين الهنيدي على موقع قاعدة بيانات الأفلام العربية